# Gare d'Estrée-Wamin
La gare d'Estrée-Wamin est une ancienne gare ferroviaire française de la ligne de chemin de fer secondaire de Lens à Frévent de la Société des chemins de fer économiques du Nord (CEN), située sur le territoire de la commune d'Estrée-Wamin, dans le département du Pas-de-Calais, en région Hauts-de-France.

## Patrimoine ferroviaire
La gare désaffectée appartient à un particulier.